# Rinn
Rinn är en ort och kommun i distriktet Innsbruck-Land i förbundslandet Tyrolen i Österrike. Kommunen har 1 944 invånare (2024). Den ligger 8 km sydost om Tyrolens huvudstad Innsbruck.